# Ramón Eduardo de Anchoris
Ramón Eduardo de Anchoris (Buenos Aires, 1775 - 1831) fue un abogado, sacerdote, periodista y político argentino, de activa participación en los primeros años de existencia de la República Argentina.

## Primeros años
Nació en Buenos Aires, el 13 de octubre de 1775. Era hijo de Ramón de Anchoris y de María Magdalena de Solá e Indá, hermana del presbítero Juan Nepomuceno Solá. Estudio en el Real Colegio de San Carlos. Se ordenó sacerdote y se recibió de doctor en jurisprudencia en la Universidad Mayor Real y Pontificia San Francisco Xavier de Chuquisaca (1800). Trasladado al Cuzco, optó el grado de Licenciado en Derecho Canónico en la Universidad de San Antonio Abad, el 16 de julio de 1805.
Radicado en Lima como sacristán mayor de la Parroquia de San Lazaro Presbítero y mayordomo (secretario) del arzobispo de esa ciudad, monseñor Bartolomé María de las Heras, se enteró de la Revolución de Mayo y quiso regresar a Buenos Aires para unirse a ella.
El 18 de septiembre de 1810 fue aprehendido por orden del virrey Abascal junto con el doctor Mariano Pérez de Saravia, el cura de San Sebastián, Cecilio Tagle y un hermano suyo, los comerciantes Minondo y López, el italiano José Boquí, su hijo adoptivo José Antonio Miralla, el impresor Guillermo del Río y otros, todos acusados de conspiración y fueron penados con el destierro y la confiscación de sus bienes.
Fue deportado a España y estuvo detenido en el castillo Santa Catalina de Cádiz, prisión de los patriotas americanos, desde donde continuo propagando las ideas de independencia. Elevó al Consejo de Regencia un memorial pidiendo se le absolviesen los cargos que motivaban su destierro y el consejo declaró que de los autos no se seguía perjuicio alguno por lo que concedió su libertad, pero al mismo tiempo resolvió que no volviera a América sin licencia especial.
Recorrió Europa, contactándose, entre otros, con Francisco de Miranda y José de San Martín.
En Cádiz se integró a la Logia Caballeros Racionales N° 3 dirigida por Carlos María de Alvear a quien reemplazó en 1811. Eran también miembros entre otros José Matías Zapiola, Francisco de Gurruchaga, el general peruano José Rivadeneira y Tejada que "habían tenido relación con la anteriormente citada de la "Gran Reunión Americana", y, a su vez, estaban en estrecho contacto con diversos "hermanos" bonaerenses, tales como Pueyrredón, Lezica y Rodríguez Peña". Más allá de algunas fórmulas masónicas, la sociedad era puramente operativa.

## La Logia
Regresó a Buenos Aires en 1813 y se unió a la Logia Lautaro; ésta consiguió su elección como diputado por Entre Ríos a la Asamblea del año XIII, en la que tuvo un destacado papel, ejerciendo la presidencia en varias ocasiones, y apoyó la política de Carlos María de Alvear; consiguió evitar la expulsión a la caída de éste, y fue opositor a su sucesor como Director Supremo, Ignacio Álvarez Thomas.
En 1816 fue miembro de la Junta de Observación y fue uno de los promotores de la revuelta que provocó la caída del nuevo Director, Antonio González Balcarce. Apoyó a su sucesor, Juan Martín de Pueyrredón, y se unió a su nueva Logia. Ocupó cargos públicos secundarios hasta la crisis del año 1820.
En 1821 participó en la primera revolución dirigida por el exministro Tagle contra el ministerio de Bernardino Rivadavia y sus reformas. Se estableció brevemente en Chile ejerciendo la abogacía, tras lo que volvió a Buenos Aires dedicándose al periodismo. Permaneció en la capital y atacó duramente su gobierno desde la prensa.

## Últimos años
Entre 1824 y 1829 fue uno de los periodistas que con más rigor y tenacidad atacaron el sistema unitario desde el diario porteño Causa celebre de Buenos Aires. Por compartir sus adversarios más que por identidad ideológica, se unió al partido federal de Manuel Dorrego. Junto con su hermano Gabino, eran los dueños de una de las pocas prensas de Buenos Aires, la Imprenta de la Independencia, en la que se imprimieron muchos de los periódicos federales.
Apoyó al gobierno de Dorrego y fue arrestado después de la revolución del general Juan Lavalle; su imprenta fue incautada por el gobierno.
En 1830 el gobierno ordenó la prisión del editor y el secuestro de los ejemplares de la publicación titulada Nueva Época de Buenos Aires. El 6 de abril debido a que Anchoris se hallaba gravemente enfermo se le permitió pasar a su casa. 
Murió en Buenos Aires en 1831.